# Alophoixus bres
Alophoixus bres е вид птица от семейство Pycnonotidae.

## Разпространение
Видът е разпространен в Бруней, Индонезия, Малайзия, Мианмар, Филипините и Тайланд.